# Les écarts de la nature
Les écarts de la nature ou recueil des principales monstruosités („Die Abwege der Natur oder Sammlung der wesentlichen Monstrositäten“) ist ein 1775 vom französischen Künstlerehepaar Nicolas-François und Geneviève Regnault erstveröffentlichtes naturkundlich-medizinisches Werk, das Fehlbildungen bei Mensch und Tier beschreibt.

## Inhalt

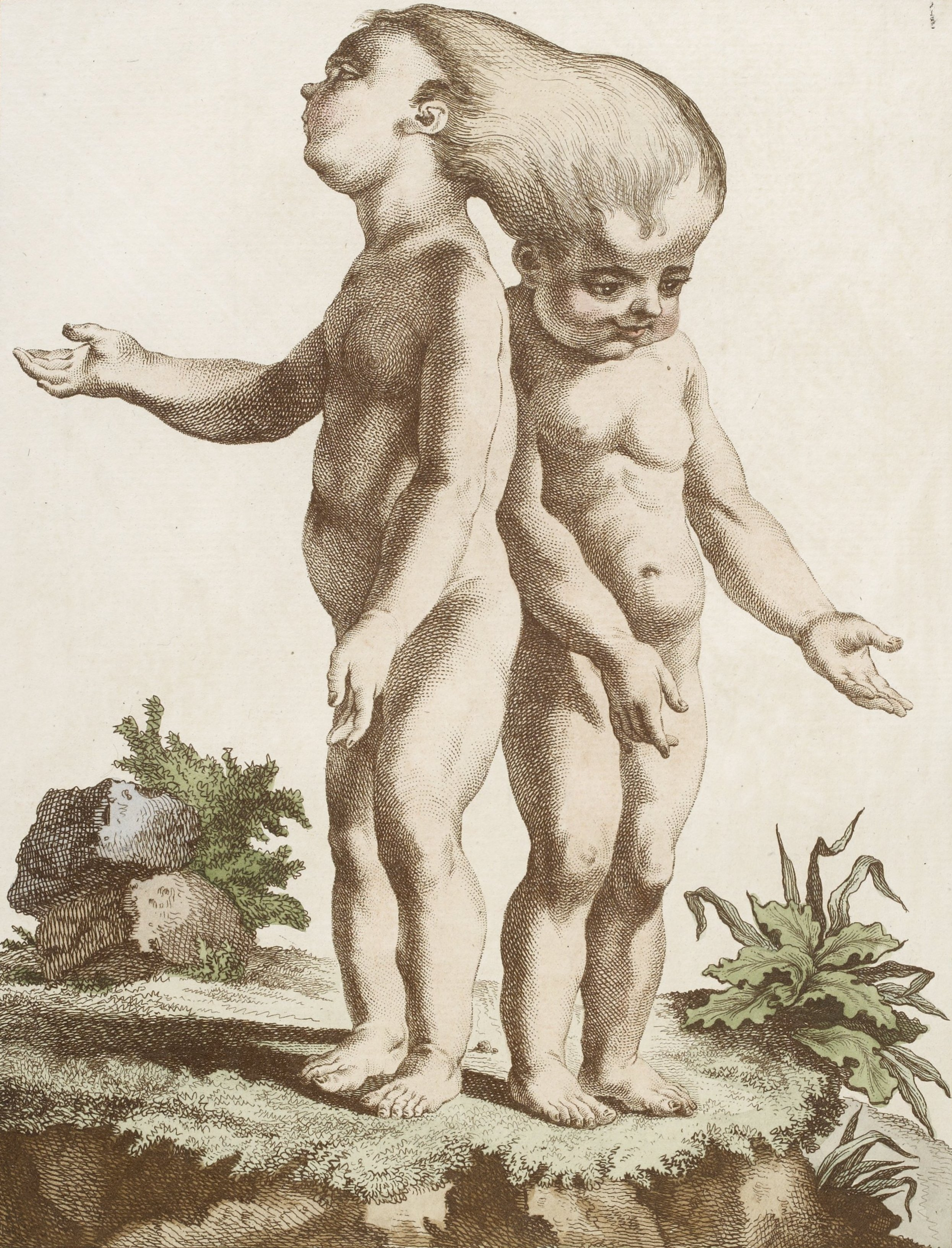
Bildtafel Double enfant („doppeltes Kind“)

Die erste Ausgabe des Buchs besteht im Wesentlichen aus 24 farbigen Bildtafeln, die diverse menschliche und tierische Geburtsfehler zeigen. In ihrem Vorwort schrieben die Autoren, sie hätten es bewusst vermieden, ältere, abstoßende Individuen abzubilden. Auch hätten sie als Künstler darauf verzichtet, den Gründen für die Missbildungen nachzugehen.
Das Buch wurde 1808 vom französischen Arzt Louis-Jacques Moreau de la Sarthe unter dem Titel Description des principales monstruosités dans l’homme  et dans les animaux précédée d’un discours sur la physiologie et la classification des monstres („Beschreibung der wesentlichen Monstrositäten des Menschen und der Tiere, mit einer vorangehenden Betrachtung über die Physiologie und Einordnung der Monster“)  neu herausgegeben. Moreau de la Sarthe sprach ein eher wissenschaftlich orientiertes Publikum an und fügte eine illustrierte Einleitung von 15 Seiten hinzu, die auch eine auf François Chaussier zurückgehende Klassifizierung von Fehlbildungen enthielt:
1. Fehlbildungen der Größe (Zwerge und Riesen)
2. Vervielfachung von Körperteilen (doppelte Körper, doppelte Köpfe, vier Arme usw.)
3. Fehlende Gliedmaßen (kein Kopf, keine Arme)
4. Fehlbildungen der Körperstellung (z. B. Klumpfuß)
5. Zusammenwachsen von Körperteilen
6. Oberflächliche Farbabnormitäten
7. Abnorme Oberflächenbeschaffenheit oder Konsistenz von Körperteilen

Moreau führte die Missbildungen auf Krankheiten oder andere physische Schäden zurück, die der Fötus während der Schwangerschaft erlitt. Er wies damit die damals verbreitete Vorstellung zurück, die Gedanken der Mutter würden zu derartigen Geburtsfehlern führen.